# محاصره لاهکوت (۱۰۱۵)
یکی از لشکرکشی‌های برجسته سلطان محمود محاصره لاهکوت در سال ۱۰۱۵میلادی است. لاهکوت با قرار گرفتن در موقعیت استراتژیک دره کشمیر، به دلیل دفاع تسخیرناپذیر خود، چالش بزرگی را برای نیروهای محمود ایجاد می‌کرد. علیرغم تلاش های پیگیر، شرایط سخت زمستانی و نیروهای دفاعی تقویت شده، محمود همیشه مجبور به ترک محاصره یا عقب نشینی به سمت غزنی می‌شد. این نبرد بر چالش‌های پایداری که محمود برای تثبیت اقتدارش در منطقه با آن مواجه بود، نقطه پایان گذاشت.